# Tetsuo Okamoto
Tetsuo Okamoto, född 20 mars 1932 i Marília, död 1 oktober 2007 i Marília, var en brasiliansk simmare.
Okamoto blev olympisk bronsmedaljör på 1500 meter frisim vid sommarspelen 1952 i Helsingfors.